# Richard Alewyn
Richard Alewyn (* 24. Februar 1902 in Frankfurt am Main; † 14. August 1979 in Prien am Chiemsee) war ein deutscher Germanist, Literaturkritiker und Hochschullehrer.

## Leben
Er war der Sohn des Fabrikanten George Alewyn. Er studierte in Frankfurt, Marburg, München und Heidelberg, unter anderem bei Ernst Robert Curtius, Heinrich Wölfflin, Friedrich Gundolf und Karl Jaspers.
1925 erfolgte seine Promotion in Heidelberg bei Max von Waldberg, mit der Studie „Vorbarocker Klassizismus und griechische Tragödie“. Anschließend erhielt er ein Stipendium für die Mitarbeit an einer Literaturgeschichte des 17. Jahrhunderts. 1931 folgte seine Habilitation in Berlin, 1932 wurde er außerordentlicher Professor für Neuere deutsche Literatur in Heidelberg, am Lehrstuhl von Friedrich Gundolf, und hielt seine Antrittsvorlesung am 17. Januar 1933.
Aufgrund des Gesetzes zur Wiederherstellung des Berufsbeamtentums wurde Alewyn wegen einer jüdischen Großmutter (als „Vierteljude“) im Juni 1933 entlassen. Im Dezember desselben Jahres verließ er Deutschland und ging nach Frankreich. 1934 erhielt er eine, von der Rockefeller-Stiftung finanzierte, Gastprofessur für deutsche Literatur an der Universität von Paris. Alewyns Ehefrau und seine Tochter folgten ihm im Februar 1934 nach. In dieser Zeit hielt er zusätzlich Gastvorträge in London.
1935 emigrierte die Familie nach Österreich. Im August 1938 floh er nach Ascona in der Schweiz und am 2. Februar 1939 schließlich in die USA, wohin ihm seine Familie im April 1940 folgte. Dort war er ab 1939 als außerordentlicher Professor am Queens College und ab 1948 als ordentlicher Professor tätig. Am 27. November 1944 nahm er die amerikanische Staatsbürgerschaft an. 1947 und 1948 unternahm er mehrere Forschungsreisen nach Europa und hielt Gastvorlesungen in Marburg und Köln.
Im Mai 1949 wurde er als Ordinarius für Neuere Deutsche Literatur an die Universität zu Köln berufen, wo er bis 1955 tätig war. Am 27. August 1954 verzichtete er auf die amerikanische Staatsbürgerschaft und nahm wieder die deutsche an. Von 1955 bis 1959 war er Professur in Berlin und von 1959 bis zur Emeritierung 1967 in Bonn.
1956 war er Mitherausgeber der in Heidelberg herausgegebenen Zeitschrift für Literaturgeschichte Euphorion.
Von seinen Studenten verabschiedete er sich beziehungsreich, indem er Goethes „An Schwager Kronos“ vortrug. Alewyn verzichtete auf die Option, bis zum 68. Lebensjahr weiter als Professor zu wirken, um sich intensiver der Forschung und der Literaturkritik zu widmen. 1966 wurde er zum ordentlichen Mitglied der Göttinger Akademie der Wissenschaften gewählt. Seit 1967 war er Mitglied der Deutschen Akademie für Sprache und Dichtung. Er lebte bis zu seinem Tode in Perchting/Oberbayern.
Den Nachlass Alewyns bewahrt das Deutsche Literaturarchiv Marbach auf.

## Wirkung
Bekannt wurde Alewyn durch seine Studien zum Roman des 17. Jahrhunderts, insbesondere durch die Entdeckung des Autors Johann Beer, der als eine literarisch musikalische Doppelbegabung schon als Schüler des städtischen Gymnasium poeticums in Regensburg, in dem Latein und Musik die wichtigsten Fächer waren, autobiographische Romane und sogar Gedichte mit politischen Inhalten verfasst hatte.
Bedeutend sind Alewyns Studien über Hugo von Hofmannsthal und zur deutschen Romantik (Joseph von Eichendorff, Clemens Brentano).
Alewyn beschäftigte sich auch als einer der ersten in Deutschland literaturwissenschaftlich mit dem Detektivroman. Nach dem Zweiten Weltkrieg wurde Alewyn zurück nach Deutschland berufen. Hier scharte er treue Schüler um sich, die später die von ihm etablierte Sozialgeschichte der Literatur als Lehre verbreiteten. Alewyns Forschungen erhielten dadurch in der „kritischen“ Germanistik der 60er Jahre Bedeutung.

## Schriften

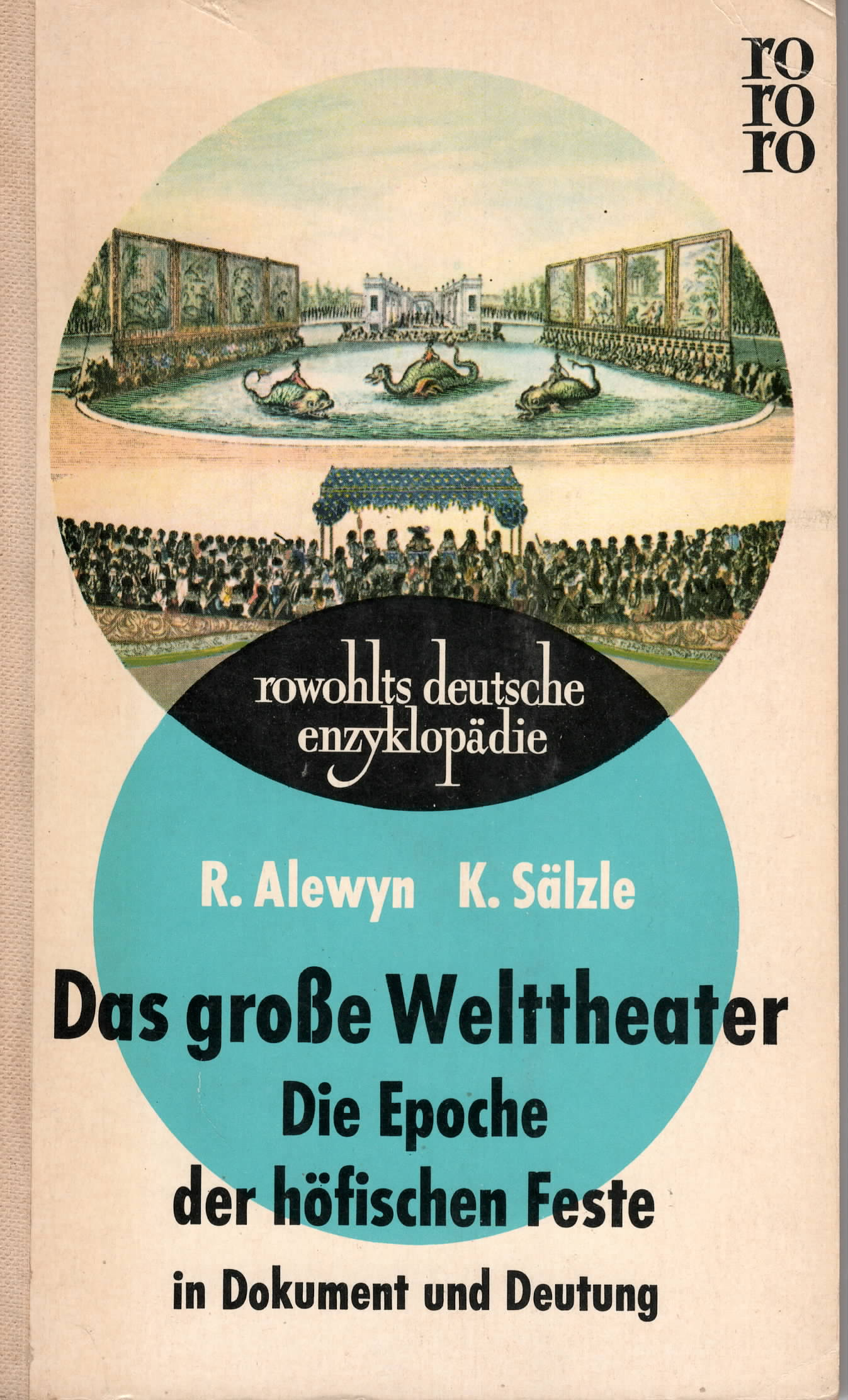
Richard Alewyn/Karl Sälzle: Das große Welttheater. Die Epoche der höfischen Feste in Dokument und Deutung. Erschien als Band 92 in rowohlts deutsche enzyklopädie, 1959

- Vorbarocker Klassizismus und griechische Tragödie. Analyse der Antigone-Übersetzung des Martin Opitz (= Neue Heidelberger Jahrbücher. 1926), S. 3–63. online
- Johann Beer. Studien zum Roman des 17. Jahrhunderts, Leipzig 1932. Zweite, verbesserte Auflage. Aus dem Nachlass hg. von Klaus Garber und Michael Schroeter (= Beihefte zum Euphorion. Heft 64). Winter, Heidelberg 2012, ISBN 978-3-8253-5939-3.
- Hofmannsthals Wandlung, Frankfurt/M. 1949.
- Über Hugo von Hofmannsthal, Kleine Vandenhoeck-Reihe: Göttingen 1957; 4., abermals vermehrte Aufl. 1967 (20.–29. Tausend).
- mit Karl Sälzle: Das große Welttheater. Die Epoche der höfischen Feste in Dokument und Deutung, rowohlts deutsche enzyklopädie, Band 91, Rowohlt Hamburg 1959.
- Brentanos 'Geschichte vom braven Kasperl und dem schönen Annerl'. In: Jost Schillemeit (Hrsg.): Interpretationen 4, Deutsche Erzählungen von Wieland bis Kafka (= Fischer Bücherei. Bd. 721). Fischer, Frankfurt am Main 1966, S. 101–150.
- als Hrsg. mit Günther Müller: Gestaltprobleme der Dichtung. Günther Müller zu seinem 65. Geburtstag am 15. Dezember 1955. Bonn 1957.
- Probleme und Gestalten, Frankfurt/M. 1974.